# Myra Breckinridge (película)
Myra Breckinridge es una comedia cinematográfica de 1970 basada en una novela homónima de 1968 del escritor Gore Vidal. La película fue dirigida por Michael Sarne, con Raquel Welch en el papel principal, acompañada por John Huston, Mae West, Farrah Fawcett, Rex Reed, Roger Herren, Roger C. Carmel y Tom Selleck, este último realizando su debut cinematográfico.

## Sinopsis
Película que ataca el machismo estadounidense, con una historia de Gore Vidal sobre el cambio de sexo. Provocadora y polémica en su época por sus desnudos y temas sexuales, en general obtuvo malas críticas. Recomendada para fanáticos del "camp" y nostálgicos de los años setenta.

## Reparto
- Raquel Welch como Myra Breckinridge
- Mae West como Leticia Van Allen
- John Huston como Buck Loner
- Farrah Fawcett como Mary Ann Pringle
- Rex Reed como Myron Breckinridge
- Roger Herren como Rusty Godowski
- Roger C. Carmel como Dr. Randolph Spencer Montag
- George Furth como Charlie Flager, Jr.
- Calvin Lockhart como Irving Amadeus
- Jim Backus como el Doctor
- John Carradine como el Cirujano
- Andy Devine como Coyote Bill
- Grady Sutton como Kid Barlow
- Robert Lieb como Charlie Flager, Sr.
- Kathleen Freeman como Bobby Dean Loner
- Monte Landis como Vince
- Tom Selleck como Stud
- Dan Hedaya como Paciente en sala de Hospital
- William Hopper como el Juez Frederic D. Cannon